# Lijst van Eerste Kamerleden voor de SGP
Een overzicht van alle Eerste Kamerleden voor de Staatkundig Gereformeerde Partij (SGP).
| Eerste Kamerlid    | Begindatum        | Einddatum         |
| ------------------ | ----------------- | ----------------- |
| Hette Abma         | 10 juni 1981      | 2 juni 1986       |
| Driekus Barendregt | 13 september 1983 | 12 juni 1995      |
| Gert van den Berg  | 13 juni 1995      | 7 juni 2011       |
| Diederik van Dijk  | 9 juni 2015       | 5 december 2023   |
| Cor van Dis sr.    | 11 mei 1971       | 4 januari 1973    |
| Herman Fokker      | 27 oktober 1959   | 19 september 1960 |
| Gerrit Holdijk     | 3 juni 1986       | 22 juni 1987      |
| Gerrit Holdijk     | 11 juni 1991      | 9 juni 2015       |
| Koert Meuleman     | 13 februari 1973  | 9 juni 1981       |
| Peter Schalk       | 9 juni 2015       |                   |
| Cornelis Smits     | 6 november 1956   | 20 september 1959 |
| Marc de Vries      | 12 december 2023  |                   |